# 伊万里市立山代東小学校
伊万里市立山代東小学校（いまりしりつやましろひがししょうがっこう）は佐賀県伊万里市山代町久原にある市立の小学校。

## 概要

### 歴史
1873年（明治6年）に「楠久（くすく）小学校」として創立。数回の改組・改称を経て、現校名になったのは1954年（昭和29年）。2023年（令和5年）に創立150周年を迎える。

### 校訓
「やる気　思いやり　がまん」

### 校章
山と波を組わせて図案化したものを背景にして中央に校名の略称「山東」の文字（縦書き）を置いている。

### 校歌
1927年（昭和2年）制定。作詞は菊地楢吉、作曲は真島豹吉による。歌詞は3番まであり、校名は歌詞に登場しない。

### 通学区域
住所表記で伊万里市の後に「楠久津（くすくつ）、楠久（くすく）、福川内（ふくがわち）、城（じょう）、峰、鳴石、久原一区、久原二区、久原三区」が続く地域。

## 沿革
- 1872年（明治5年）8月 - 学制に基づき、松浦郡山代郷は「第六大学区、第八中学区、第十一小学区」に分けられる。
  - 第十一小学区は更に里、脇野、長浜、久原、立岩、西分の6分校区に分けられた。
- 1873年（明治6年）[2]- 「佐賀県管下 第六大学区 第八中学区 楠久小学校」が創立。
- 1874年（明治7年）- 教室1棟を増築。学区制が発足。
- 1975年（明治8年）7月15日 - 久原村に「久原小学校」が設置される[3]。
- 1876年（明治9年）- 佐賀県のうち、松浦郡と杵島郡が長崎県に編入され、長崎県の学校となる。
- 1877年（明治10年）
  - 11月 - 3分校（里・脇野・長浜）が分離・統合の上、精博小学校として独立[4]。
  - この年 - 2分校（立岩・西分）が分離・統合の上、立岩小学校（本校と西分分校）として独立。
- 1879年（明治12年）- 教育令の施行により、高等科の教授を開始。
- 1883年（明治16年）5月 - 長崎県から旧佐賀県の地域が分離し、佐賀県として独立。再び佐賀県の学校となる。
- 1886年（明治19年）- 小学校令の施行により、尋常科（4年制）を設置の上、「尋常楠久小学校」に改称。
- 1887年（明治20年）- 東西山代村組合立 高等楠久小学校が併置される。
- 1889年（明治22年）- 町村制の施行により、西山代村立の小学校となる。「楠久尋常小学校」に改称。
  - 高等科（楠久高等小学校）の運営は東山代村山代町・西山代村共同での運営を継続。
- 1892年（明治25年）- 小学校令が改正される。東山代村と共同の高等小学校運営を解消。久原尋常小学校内に単級の高等科を併置する。
- 1893年（明治26年）- 楠久尋常小学校と久原尋常小学校を統合の上、高等科を併置し、「山代尋常高等小学校」に改称。
  - 統合校舎完成までの間、楠久・久原両校舎の使用を継続。
- 1896年（明治29年）- 旧校舎を解体した用材を用いて大字峰長者浦に新校舎が完成。
- 1901年（明治34年）- 「西山代第一尋常高等小学校」に改称。
- 1902年（明治35年）- 木造新校舎が完成。
- 1907年（明治40年）- 小学校令改正により、義務教育年限（尋常科の修業年限）が4年から6年に延長される。
- 1908年（明治41年）- 小学校令改正を受け、従来の高等科1年を尋常科5年に、高等科2年を尋常科6年に、高等科3年・4年を、（新）高等科1・2年とする。
- 1909年（明治42年）- 校舎を増築。
- 1920年（大正9年）- 運動場を拡張。校門を設置。
- 1927年（昭和2年）- 校歌を制定。
- 1929年（昭和4年）- 鉄道（国鉄伊万里線、現松浦鉄道西九州線）開通のため、西山代村大字久原字高田65に新校舎が完成し、移転を完了。
- 1936年（昭和11年）4月 - 西山代村が町制施行で山代町となる。これに伴い、「山代第一尋常高等小学校」に改称。
- 1937年（昭和12年）- 講堂と一般教室棟が完成。
- 1941年（昭和16年）4月1日 - 国民学校令の施行により、「山代第一国民学校」に改称。尋常科を初等科に改める（初等科6年・高等科2年）。
- 1947年（昭和22年）4月1日 - 学制改革（六・三制）の実施により、国民学校初等科が「山代町立東小学校」に改組・改称。
  - 国民学校高等科は青年学校普通科と統合され、新制中学校「山代町立山代中学校」に改組された。
  - 中学校校舎完成までの間、小学校校舎一部を貸与。
- 1948年（昭和23年）- 中学校への校舎一部の貸与を終了。学校図書室を増築。
- 1949年（昭和24年）- 楠久炭坑開坑のため、この時から徐々に児童数・学級数が増加し始める。
- 1954年（昭和29年）4月1日 - 町村合併により、伊万里市が市制施行。これにより「伊万里市立山代東小学校」（現校名）に改称。
- 1955年（昭和30年）- 完全給食を開始。
- 1958年（昭和33年）- 児童数増により、木造2階建て6教室を増築。
- 1959年（昭和34年）- 校旗を制定。
- 1960年（昭和35年）- 児童数増により、木造2階建て6教室を増築。
- 1962年（昭和37年）- 久原炭坑の閉山[5]により、児童数が激減する。校舎一部を解体。
- 1964年（昭和39年）- 鉄筋コンクリート造2階建て新校舎（6教室）が完成。学校前にバス停が新設される。
- 1966年（昭和41年）- 鉄筋コンクリート造校舎を増築。
- 1967年（昭和42年）4月 - 特殊学級を設置。
- 1968年（昭和43年）
  - 伊万里市西部地区学校給食センターの完成により、給食の自校調理方式を終了。
  - 楠久炭坑の閉山により児童数が激減。
- 1970年（昭和45年）- プールが完成。交通公園を設置。
- 1972年（昭和47年）- 運動場を拡張。温室が完成。
- 1978年（昭和53年）- 体育館が完成。
- 1989年（平成元年）- 第二図書室が完成。
- 2004年（平成16年）- 新校舎、体育館が完成。

## 主な進学先
中学校区は伊万里市立山代中学校。

## アクセス

### 最寄りの鉄道駅
- 松浦鉄道（MR）西九州線
  - 「久原駅」
  - 「鳴石駅」
- 校地・校舎は久原駅と鳴石駅のほぼ中間に位置している。

### 最寄りのバス停留所
- 西肥自動車「山代東小学校前」バス停留所

### 最寄りの幹線道路
- 国道204号 「山代東小前」交差点
- 西九州自動車道 山代久原IC

## 周辺
- JA伊万里山代支所
- 伊万里警察署山代警察官駐在所

## 参考資料
- 「伊万里市史 教育・人物編」（2003年（平成15年）3月31日発行, 伊万里市）p.383 - p.385